# PHP-Nuke
PHP-Nuke là một trong những hệ quản trị nội dung thế hệ đầu, là một mã nguồn mở xây dựng trên nền tảng PHP và MySQL quản lý dưới dạng giao diện người dùng trên nền Web. Vì phát triển trong giai đoạn đầu và đúng vào thời điểm mã mở bắt đầu thăng hoa nên PHP-Nuke từng được rất nhiều người trên thế giới biết đến và cùng tham gia phát triển.

## Thông tin
PHP-Nuke được phát hành như một phần mềm tự do theo Giấy phép mã nguồn mở GNU. Đến tận trước phiên bản bản 7.5, phần mềm có thể được tải xuống miễn phí từ website PHP-Nuke; phiên bản 7.5 là phiên bản đầu tiên mà website này thu phát hành 10 USD cho mỗi phiên bản mới nhất. Phần mềm vẫn phát hành theo giấy phép GNU GPL (bao gồm cả việc cung cấp mã nguồn), nhưng người mua phần mềm có quyền phân phối mã nguồn sản phẩm tùy thích. Điều này chỉ áp dụng cho phiên bản mới phát hành của PHP-Nuke; Các phiên bản cũ hơn không cần trả phí. Phiên bản 8.1 là phiên bản đầu tiên được phân phối với giá 12 USD.
Bắt đầu từ phiên bản 5.6, dòng chữ bản quyền được yêu cầu ghi vào cuối trang web.

## Yêu cầu phần mềm
Một máy chủ (Linux, Unix hoặc Windows...) hỗ trợ ngôn ngữ lập trình PHP mở rộng (như Apache HTTP Server), và có một trong những CSDL SQL (như MySQL, mSQL, PostgreSQL, ODBC, ADABAS, Sybase hoặc InterBase).

## Tính năng PHP-Nuke
Hệ thống chính của PHP-Nuke sẽ cho phép một webmaster tạo ra một cổng điện tử chính dựa trên nền tảng cộng đồng, với một trang web được tự động hóa cho phép những người sử dụng và những người biên tập gửi tin tức (người biên tập sẽ quản lý tin tức của người dùng khác để cho phép nó được đăng hay không). Người lướt web có thể bình luận trên những bài báo này bằng cách sử dụng những hệ thống bình luận.
Những mô đun có thể thêm vào PHP-Nuke dễ dàng, nó cho phép webmaster thêm nhiều tính năng hơn (như một diễn đàn phpbb, lịch...) vào web của họ ngoài những mô đun có sẵn như News, tin nhắn... Toàn bộ hệ thống này được quản lý bởi những người quản trị tại khu vực quản trị.
PHP-Nuke hỗ trợ giao diện đa ngôn ngữ. Giao diện cũng có thể thay đổi bằng cách sử dụng Themes. Mặc dầu nhiều người sử dụng thường chỉ cái tiến một chút hoặc sử dụng ngay giao diện mặc định hoặc sử dụng các giao diện có sẵn, nhưng nếu biết PHP, HTML và CSS, kết quả sẽ rất thú vị.

## Những hạn chế
Là một mã nguồn mở thế hệ đầu, PHP-Nuke xây dựng trên nền tảng công nghệ cũ và đã không được cải tiến nhiều cho đến ngày nay vì việc can thiệp sẽ đòi hỏi sửa đổi toàn bộ hệ thống nhân, mà rất có thể những nỗ lực để nâng cấp nó sẽ tạo ra một sản phẩm mới hoàn toàn như trường hợp của NukeViet 3.0.
Chính vì không sử dụng những công nghệ mới nên việc xây dựng các hệ thống lớn trên nền tảng PHP-Nuke sẽ khó khăn hơn. Ngày nay PHP-Nuke không còn được sử dụng nhiều mà thay thế vào đó là các CMS thế hệ mới hơn.